# Heinz Dodenhoff
Heinz Dodenhoff (* 9. März 1889 in Tarmstedt, Niedersachsen als Claus Hinnerk Dodenhoff; † 25. September 1981 in Worpswede) war ein deutscher Maler und Lyriker.

## Biographie
Heinz Dodenhoff gehörte zu der Zweiten Generation der Worpsweder Künstler. Nach dem Abschluss seiner Ausbildung am Stader Lehrerseminar arbeitete er als Lehrer in Hamburg.
Noch im Ersten Weltkrieg begann er mit ersten Malereien. 1917 kam er mit einer schweren Tuberkulose aus dem Krieg zurück.
Er quittierte den Schuldienst aufgrund seiner Krankheit und begann eine Ausbildung zum Maler an der Kunstschule Lübeck. Später besuchte er die Meisterklasse der Nordischen Kunsthochschule. 1925 zog er mit seiner Frau Anna und den beiden Söhnen Erwin und Rudolph nach Worpswede unweit seines Geburtsortes. In der 1889 gegründeten Künstlerkolonie konnte er die Freundschaft einiger Künstler der ersten Generation wie Fritz Mackensen, Otto Modersohn und Heinrich Vogeler gewinnen.
Da die Pension nicht zum Unterhalt reichte, versuchte Dodenhoff sich als Kunsthändler. In einer Holzhütte verkaufte er Bilder anderer Maler und auch seine eigenen Werke. Diese lehnten sich an die Werke seiner Freunde an und stellten häufig die Landschaft um Worpswede dar.
Am 29. Februar 1940 beantragte er die Aufnahme in die NSDAP und wurde zum 1. April desselben Jahres aufgenommen (Mitgliedsnummer 8.816.106).
Nach dem Zweiten Weltkrieg waren Landschaftsmalereien kaum gefragt. Selbst Mackensen musste sich mit Portraitmalereien seinen Unterhalt verdienen. Dodenhof blieb seiner Landschaftsmalerei allerdings treu. Anfang der 50er besuchte Mackensen Dodenhoff in seinem Atelier. „Ihre Himmel malt Ihnen keiner nach“ zollte er Dodenhoff seine Bewunderung „auch ich nicht“.
Mitte der 50er Jahre wurden die Gedichte von Dodenhoff plötzlich mehr gefragt als seine Bilder. Er hielt mehr als 600 Lesungen seiner Platt- und hochdeutschen Lyrik.
Das frühe Werk „Meinem Kinde“ schrieb er für seine Tochter Linde. Nach der Vertonung durch den Komponisten Walter Lehnhoff wurde dieser Gedichtband zu einem Rundfunkerfolg. Sein letztes Buch „Jahreszeiten eines Lebens in Bildern und Gedichten“ ist eine Sammlung seiner schönsten Bilder und Gedichte.
1960 trennte sich Dodenhoff von seiner Frau, verließ Worpswede und zog zu seiner Freundin Lieselotte Hoff nach Langen bei Bremerhaven. Aus der Erinnerung und getrieben von der Sehnsucht nach Worpswede schuf er in dieser Zeit einige seiner schönsten Bilder.
Lieselotte Hoff starb 1979 und Dodenhoff ging zurück zu seiner Familie nach Worpswede. Dodenhoff: „So war mein Abschied aus Bremerhaven tieftraurig und wunderschön zugleich“. Bis zu seinem Tod malte er, selbst im Bett liegend.
Sein Sohn war der Fotograf Rudolf Dodenhoff (1917–1992).

## Werke
- Meinem Kinde: Gedichte, mit 5 kleinen Kompositionen v. Ernst Krüger-Lindhorst, Worpswede 1937.